# Liste der Auslandsvertretungen Israels

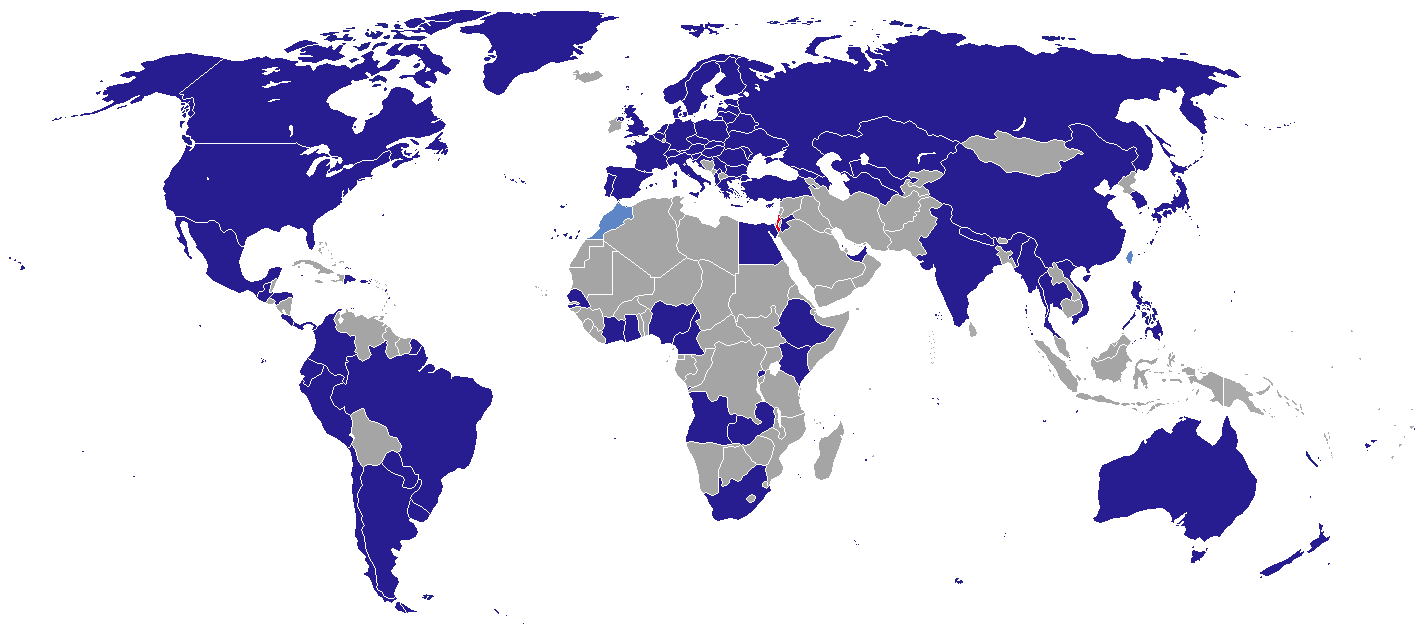
Standorte der diplomatischen Vertretungen Israels

Dies ist eine Liste der diplomatischen und konsularischen Vertretungen Israels. In Ländern, in denen der israelische Staat keine eigene Botschaft unterhält (vor allem in Afrika, Nahost und Ozeanien), übernehmen deutsche Botschaften seit 2014 die konsularische Vertretung von Israelis.

## Diplomatische und konsularische Vertretungen

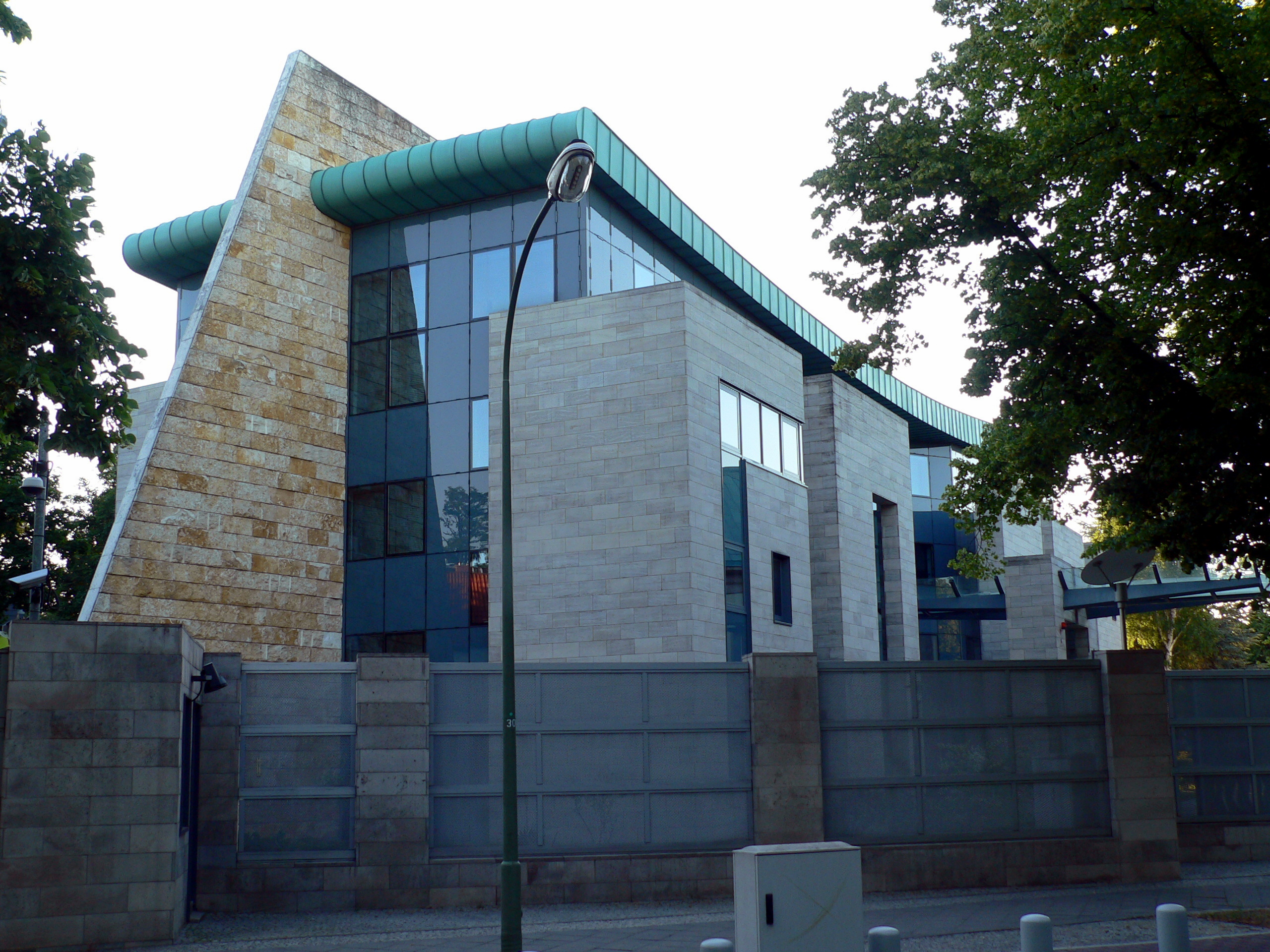
Israelische Botschaft in Berlin

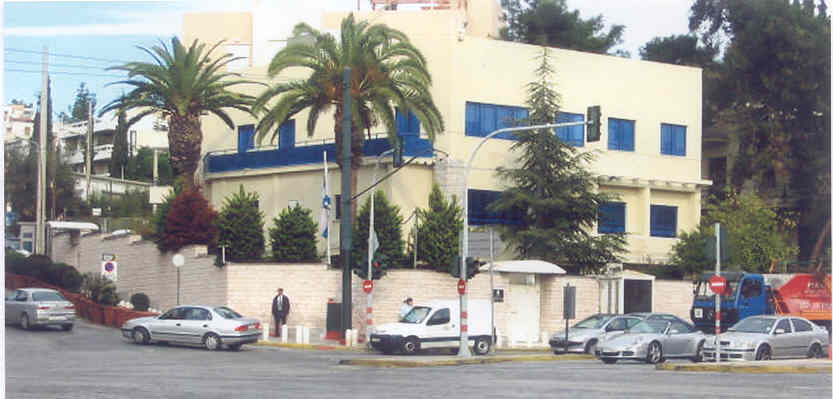
Israelische Botschaft in Athen

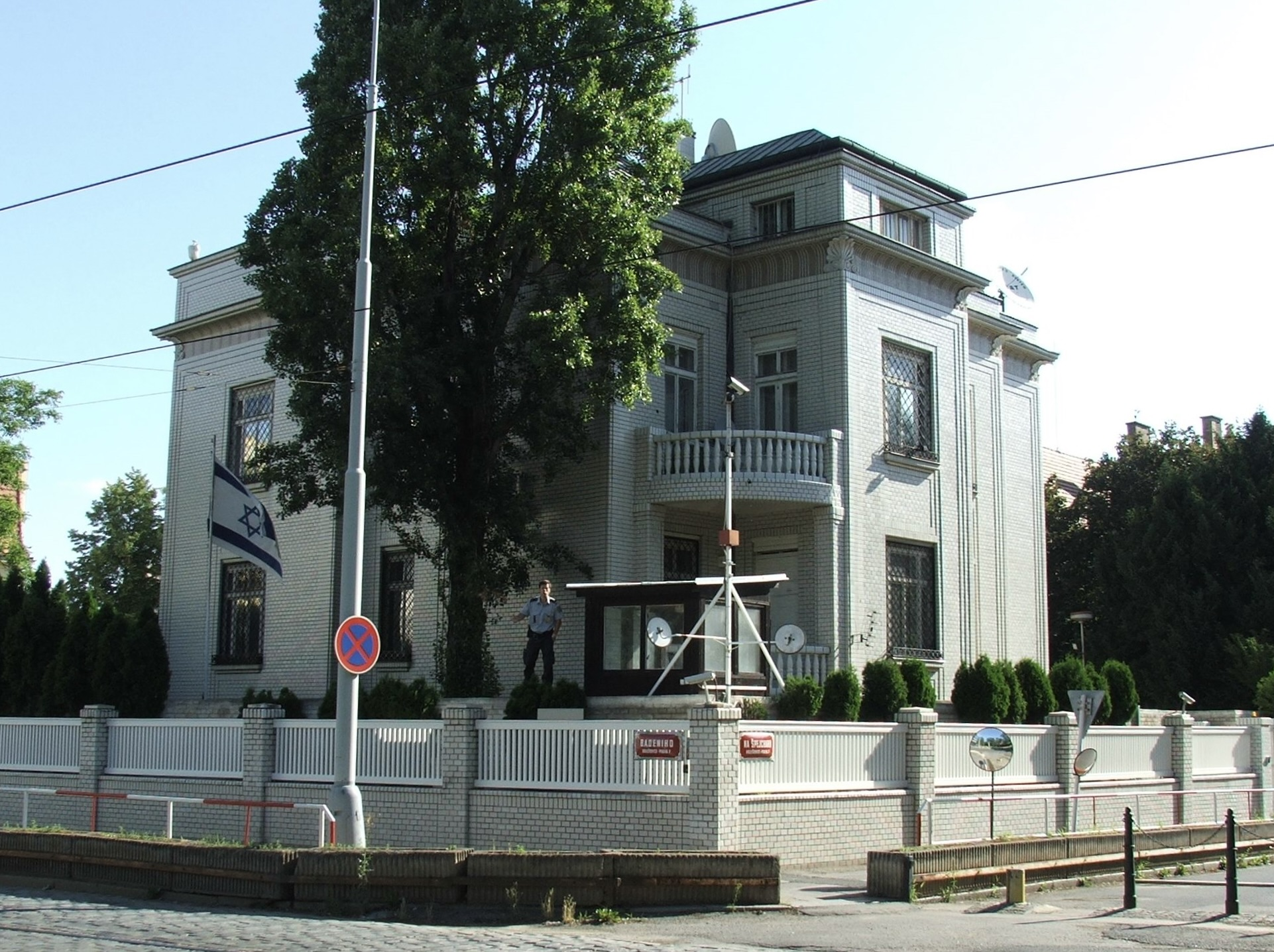
Israelische Botschaft in Prag

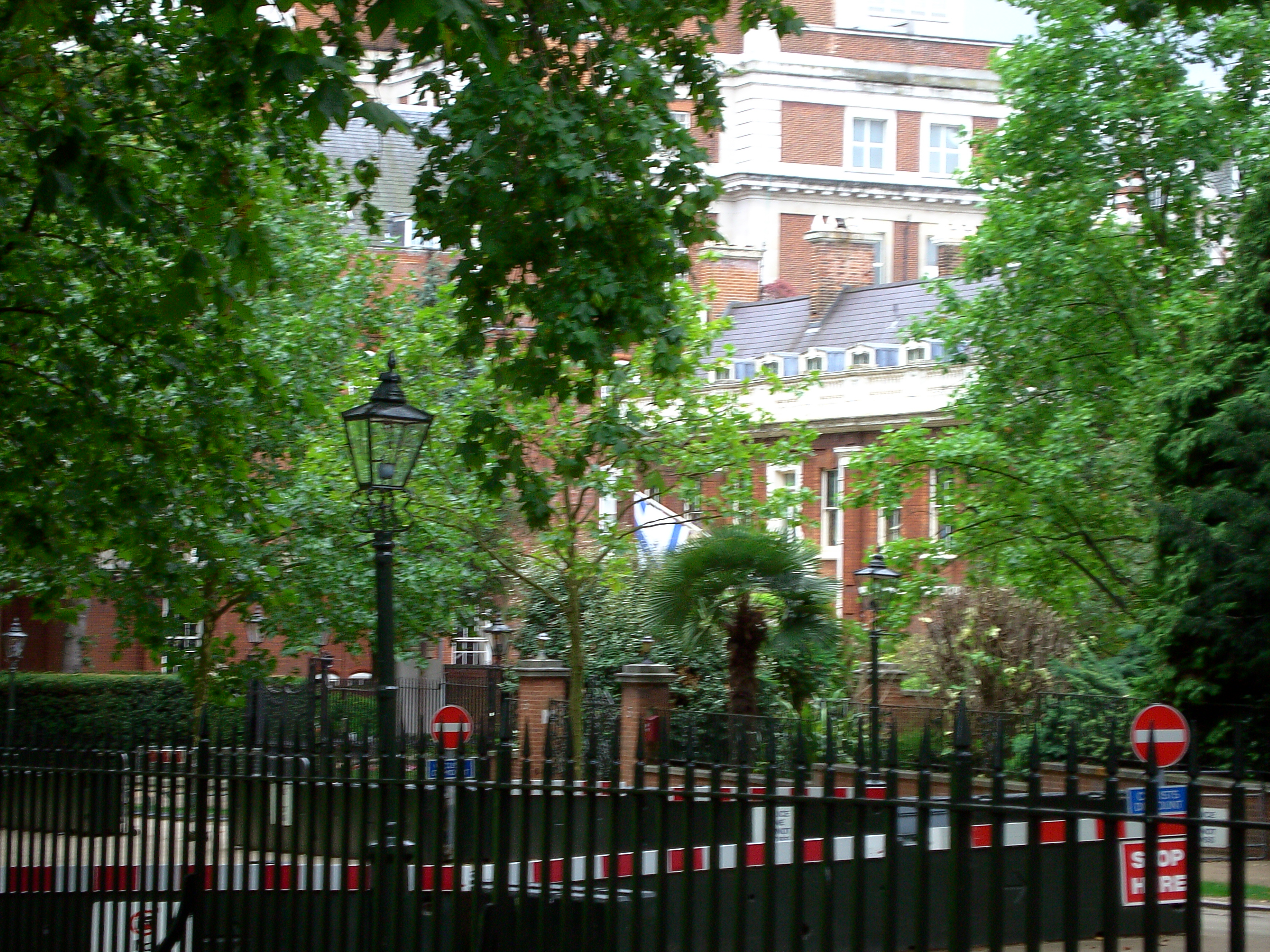
Israelische Botschaft in London

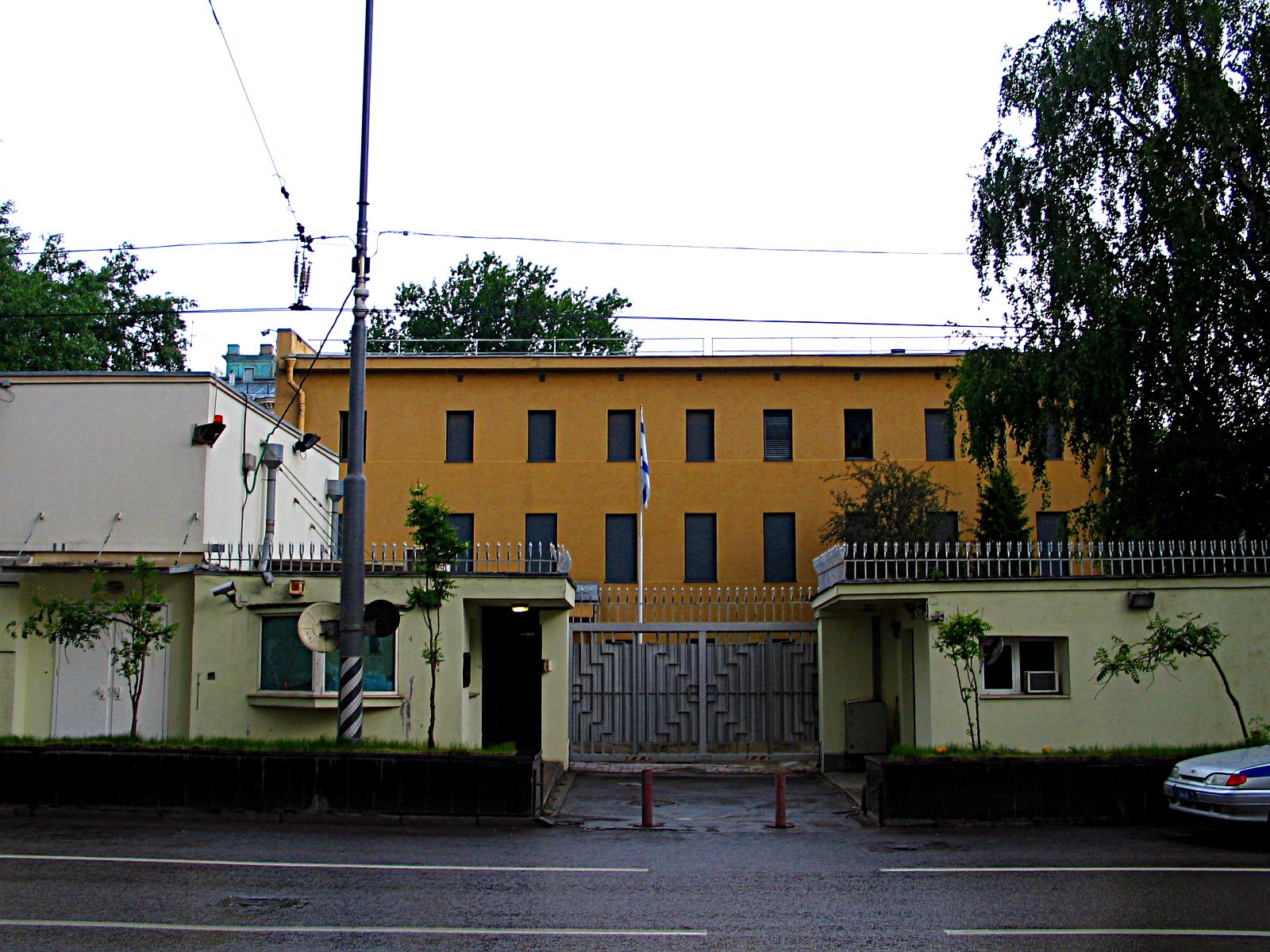
Israelische Botschaft in Moskau

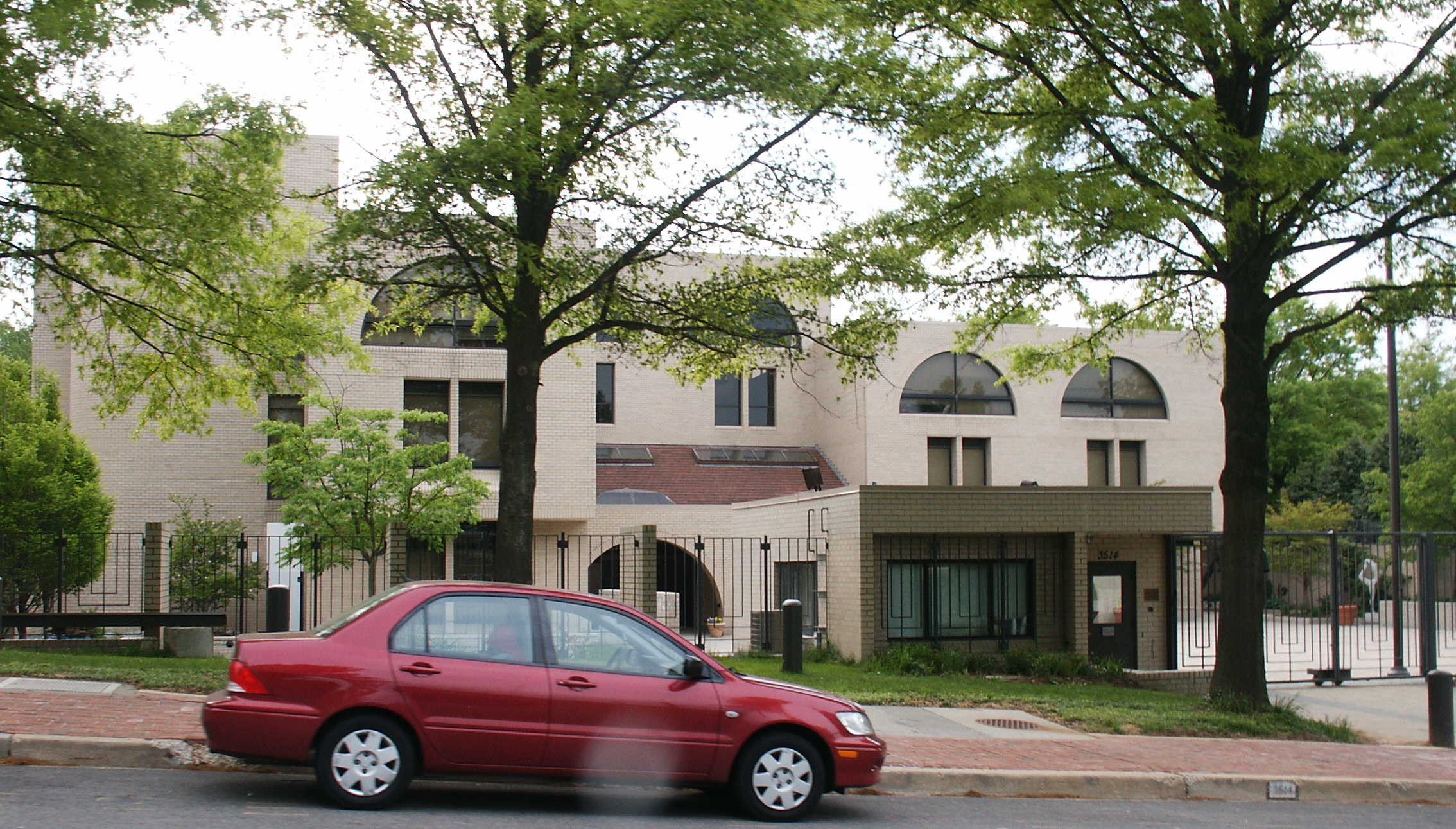
Israelische Botschaft in Washington, D.C.

### Afrika
| - Ägypten: Kairo, Botschaft - Angola: Luanda, Botschaft - Äthiopien: Addis Abeba, Botschaft - Elfenbeinküste: Abidjan, Botschaft - Ghana: Accra, Botschaft - Kamerun: Jaunde, Botschaft | - Kenia: Nairobi, Botschaft - Nigeria: Abuja, Botschaft - Ruanda: Kigali, Botschaft - Senegal: Dakar, Botschaft - Südafrika: Pretoria, Botschaft |

### Asien
| - Aserbaidschan: Baku, Botschaft - Bahrain: Manama, Botschaft - Volksrepublik China: Peking, Botschaft - Volksrepublik China: Chengdu, Generalkonsulat - Volksrepublik China: Guangzhou, Generalkonsulat - Volksrepublik China: Hongkong, Generalkonsulat - Volksrepublik China: Shanghai, Generalkonsulat - Georgien: Tiflis, Botschaft - Indien: Neu-Delhi, Botschaft - Indien: Bangalore, Generalkonsulat - Indien: Mumbai, Generalkonsulat - Japan: Tokio, Botschaft - Jordanien: Amman, Botschaft | - Kasachstan: Astana, Botschaft - Myanmar: Rangun, Botschaft - Nepal: Kathmandu, Botschaft - Philippinen: Manila, Botschaft - Singapur: Singapur, Botschaft - Südkorea: Seoul, Botschaft - Taiwan: Taipei, Wirtschafts- und Kulturbüro - Thailand: Bangkok, Botschaft - Turkmenistan: Aşgabat, Botschaft - Usbekistan: Taschkent, Botschaft - Vereinigte Arabische Emirate: Abu Dhabi, Botschaft - Vereinigte Arabische Emirate: Dubai, Generalkonsulat - Vietnam: Hanoi, Botschaft |

### Australien und Ozeanien
- Australien: Canberra, Botschaft
- Neuseeland: Wellington, Botschaft

### Europa
| - Albanien: Tirana, Botschaft - Belarus: Minsk, Botschaft - Belgien: Brüssel, Botschaft - Bulgarien: Sofia, Botschaft - Dänemark: Kopenhagen, Botschaft - Deutschland: Berlin, Botschaft - Deutschland: München, Generalkonsulat - Finnland: Helsinki, Botschaft - Frankreich: Paris, Botschaft - Frankreich: Marseille, Generalkonsulat - Georgien: Tiflis, Botschaft - Griechenland: Athen, Botschaft - Irland: Dublin, Botschaft - Italien: Rom, Botschaft - Kroatien: Zagreb, Botschaft - Lettland: Riga, Botschaft - Litauen: Vilnius, Botschaft - Niederlande: Den Haag, Botschaft - Norwegen: Oslo, Botschaft | - Österreich: Wien, Botschaft - Polen: Warschau, Botschaft - Portugal: Lissabon, Botschaft - Rumänien: Bukarest, Botschaft - Russland: Moskau, Botschaft - Russland: St. Petersburg, Generalkonsulat - Schweden: Stockholm, Botschaft - Schweiz: Bern, Botschaft - Serbien: Belgrad, Botschaft - Slowakei: Bratislava, Botschaft - Spanien: Madrid, Botschaft - Tschechien: Prag, Botschaft - Türkei: Ankara, Botschaft - Türkei: Istanbul, Generalkonsulat - Ukraine: Kiew, Botschaft - Ungarn: Budapest, Botschaft - Vereinigtes Königreich: London, Botschaft - Zypern: Nikosia, Botschaft - Vatikanstadt: Rom, Botschaft |

### Nordamerika
| - Costa Rica: San José, Botschaft - Dominikanische Republik: Santo Domingo, Botschaft - El Salvador: San Salvador, Botschaft - Guatemala: Guatemala-Stadt, Botschaft - Honduras: Tegucigalpa, Botschaft - Kanada: Ottawa, Botschaft - Kanada: Toronto, Generalkonsulat - Kanada: Montreal, Generalkonsulat - Mexiko: Mexiko-Stadt, Botschaft - Panama: Panama-Stadt, Botschaft | - Vereinigte Staaten: Washington, D.C., Botschaft - Vereinigte Staaten: Atlanta, Generalkonsulat - Vereinigte Staaten: Boston, Generalkonsulat - Vereinigte Staaten: Chicago, Generalkonsulat - Vereinigte Staaten: Houston, Generalkonsulat - Vereinigte Staaten: Los Angeles, Generalkonsulat - Vereinigte Staaten: Miami, Generalkonsulat - Vereinigte Staaten: New York, Generalkonsulat - Vereinigte Staaten: San Francisco, Generalkonsulat |

### Südamerika
| - Argentinien: Buenos Aires, Botschaft - Brasilien: Brasília, Botschaft - Brasilien: São Paulo, Generalkonsulat - Chile: Santiago de Chile, Botschaft - Ecuador: Quito, Botschaft | - Kolumbien: Bogotá, Botschaft - Paraguay: Asunción, Botschaft - Peru: Lima, Botschaft - Uruguay: Montevideo, Botschaft |

## Vertretungen bei internationalen Organisationen
- Europäische Union: Brüssel, Ständige Mission
- Vereinte Nationen: New York, Ständige Vertretung
- Vereinte Nationen: Genf, Ständige Vertretung
- Vereinte Nationen: Wien, Ständige Vertretung
- UNESCO: Paris, Ständige Mission
- Heiliger Stuhl: Rom, Botschaft